# 西原衛生工業所
株式会社西原衛生工業所（にしはらえいせいこうぎょうしょ、英: Nishihara Engineering Co., Ltd.）は、東京都港区に本社を置く衛生設備会社。きんでんの完全子会社。
1990年代にはニッポン放送でラジオCMを流していた。

## 概要
- 代表者　代表取締役社長　髙橋静男（たかはししずお）
- 沿革
  - 1917年（大正6年）　創業
  - 1948年（昭和23年）　設立
- 本社所在地　東京都港区三田3-5-27
  - 支店　7ヶ所
  - 営業所　22ヶ所
  - 工場　1ヶ所
  - 2007年（平成19年） 株式会社きんでんグループ
  - 2008年（平成20年） 本社移転 東京都港区浜松町2-8-14
  - 2017年（平成29年） 本社移転 東京都港区芝浦4-2-8
  - 2023年（令和5年） 本社移転 東京都港区三田3-5-27